# Munitibar-Arbatzegi Gerrikaitz
Munitibar-Arbatzegi Gerrikaitz – gmina w Hiszpanii, w prowincji Biskaja, w Kraju Basków, o powierzchni 24,07 km². W 2011 roku gmina liczyła 438 mieszkańców.